# Coleophora striolatella
Coleophora striolatella é uma espécie de mariposa do gênero Coleophora pertencente à família Coleophoridae.